# Tina!
Tina! je kompilacijski album, na katerega je avtorica Tina Turner vključila svoje največje uspešnice. Album je bil ustvarjen po koncu njene kariere. Sestavljen je iz treh zgoščenk.

### Seznam skladb
| Št. | Naslov                                           | Pisec                     | Dolžina |
| --- | ------------------------------------------------ | ------------------------- | ------- |
| 1.  | „Steamy Windows‟                                 | White                     | 4:05    |
| 2.  | „River Deep – Mountain High‟ (Ike & Tina Turner) | Barry, Greenwich, Spector | 3:40    |
| 3.  | „Better Be Good to Me‟                           | Chapman, Chinn, Knight    | 5:11    |
| 4.  | „Acid Queen‟                                     | Townshend                 | 3:50    |
| 5.  | „What You Get Is What You See‟                   | Britten, Lyle             | 4:26    |
| 6.  | „What's Love Got to Do with It‟                  | Britten, Lyle             | 3:48    |
| 7.  | „Private Dancer‟                                 | Knopfler                  | 4:01    |
| 8.  | „We Don't Need Another Hero (Thunderdome)‟       | Britten, Lyle             | 4:16    |
| 9.  | „I Don't Wanna Fight‟                            | Lulu, Lawrie, DuBerry     | 4:26    |
| 10. | „GoldenEye‟                                      | Bono, The Edge            | 4:43    |
| 11. | „I Can't Stand the Rain‟                         | Bryant, Miller, Peebles   | 3:19    |
| 12. | „Let's Stay Together‟                            | Green, Jackson, Mitchell  | 4:10    |
| 13. | „Addicted to Love‟                               | Palmer                    | 5:10    |
| 14. | „The Best‟                                       | Chapman, Knight           | 5:22    |
| 15. | „Proud Mary‟                                     | Fogerty                   | 5:26    |
| 16. | „Nutbush City Limits‟ (Ike & Tina Turner)        | Turner                    | 3:02    |
| 17. | „It Would Be a Crime‟                            | Chambers, Monahan         | 3:28    |
| 18. | „I'm Ready‟                                      | Chambers, Monahan         | 3:44    |